# Hocus pocus (spreuk)
Hocus pocus of hocus pocus pilatus pas is een (pseudo-) toverspreuk. Hocus-pocus is daarmee vaak synoniem voor misleiding of bedrog. (Zie bijvoorbeeld: hoax) In Vlaanderen wordt ook wel de variant "hocus pocus pats" gebruikt.

## Herkomst
De herkomst van hocus pocus is onzeker. Meestal wordt ervan uitgegaan dat het nep-Latijn is.

### Hax pax max
Vanaf de zestiende eeuw zijn al pseudo-Latijnse spreuken bekend die bijvoorbeeld door goochelaars werden gebruikt om de aandacht af te leiden of eenvoudigweg om indruk op een publiek te maken. De vorm hax pax max deus adimax wordt door Van Dale en Oxford English Dictionary als de oervorm van dergelijke spreuken beschouwd. Hocus pocus zou daarvan een verbastering zijn.

### Hoc est enim corpus
De Anglicaanse aartsbisschop John Tillotson preekte eind zeventiende eeuw dat hocus pocus een occulte verbastering zou zijn van de woorden uit het instellingsverhaal dat in de Eucharistie volgt op de consecratie van de hostie: hoc est enim corpus meum ("dit is mijn lichaam" - Matteüs 26:26). Tillotson wilde daarmee de verdorvenheid van het rooms-katholicisme illustreren.
Later werd hocus pocus om andere redenen met hoc est enim corpus vereenzelvigd. Hocus pocus (pilatus pas) zou in dergelijke theorieën weergeven hoe een in het Latijn opgedragen mis "Hoc est enim corpus meum... sub Pontio Pilato passus et sepultus est" overkwam op de meestal ongeletterde gelovigen, namelijk als een geheimzinnige reeks onbegrijpelijke rituelen en toverspreuken.
Van de door een priester uitgesproken tekst zouden niet-begrepen flarden zijn onthouden, die later via kinderspel of spotternij een eigen leven gingen leiden. Pilatus pas zou dan zijn oorsprong vinden bij de Bijbelse figuren Pontius Pilatus en misschien Herodes Antipas. Mogelijk komen deze woorden uit de zin "pontio pilato, passus et sepultus est".
De reden dat juist deze flarden van de mis werden onthouden en dat de koppeling met het gevoel van magie ontstond wordt toegeschreven aan het feit dat de letterlijke betekenis van de Latijnse mis de eenvoudige gelovigen geheel ontging. Maar bij het uitspreken van de tekst hoc est corpus ("dit is mijn lichaam") werd altijd een bel geluid om aan te geven dat de transsubstantiatie plaatsvond. Deze plotselinge overgang van het gewone brood (of ook de hostie) naar het 'Lichaam van Christus' gaf de wegduttende gelovigen, in combinatie met de luide bel, de ervaring een magische gebeurtenis bij te wonen.
In Nederland is de spreuk Hokus Pokus vanuit Engeland voor het eerst in 1634 terug te vinden in het goochelboekje Hocus Pocus Junior.